# Juan José Sanz de Santamaría
Juan José Sanz de Santamaría fue un político neogranadino que ocupó la alcaldía de Santafe en 1802.
Fue colegial del Rosario en 1770. Se casó en Santafé el 8 de mayo de 1791 con Josefa García de Tejada, hija de Valentín García de Tejada y de Rosa Castillo. Fue alcalde ordinario de primer voto de Santafé en 1802 en el Virreinato de la Nueva Granada.